# Dale Launer
Dale Launer (* 1952 in Cleveland, Ohio) ist ein US-amerikanischer Drehbuchautor, Regisseur und Filmproduzent.

## Leben
Dale Launer war der Sohn von S. John Launer, der ein Fachgeschäft für Elektrogeräte hatte. Launer übernahm in jungen Jahren die Firma seines Vaters und arbeitete als Verkäufer. 1980 begann er Theatertexte und Kurzgeschichten zu schreiben, in die er Charaktere von Menschen einbaute, die er im Geschäft traf. In einem seiner ersten Drehbücher zu dem Film Die unglaubliche Entführung der verrückten Mrs. Stone baute er in die Rolle des Judge Reinhold die Merkmale seines Vaters ein. Mit diesem Film gelang ihm auch sein Durchbruch als Drehbuchautor. Seither arbeitet er auch als Regisseur und Filmproduzent.

## Filmographie

### Drehbuch (Auswahl)
- 1986: Die unglaubliche Entführung der verrückten Mrs. Stone (Ruthless People)
- 1987: Blind Date – Verabredung mit einer Unbekannten (Blind Date)
- 1992: Love Potion No. 9 – Der Duft der Liebe (Love Potion No. 9)
- 2005: Toms Himmel (Tom's Nu Heaven)
- 2019: Glam Girls – Hinreißend verdorben (The Hustle)

### Regisseur
- 1992: Love Potion No. 9 – Der Duft der Liebe (Love Potion No. 9)
- 2005: Toms Himmel (Tom's Nu Heaven)

### Produzent
- 1991: Mein Vetter Winnie (My Cousin Vinny)
- 1992: Love Potion No. 9 – Der Duft der Liebe (Love Potion No. 9)
- 2005: Toms Himmel (Tom's Nu Heaven)